# Carl Friedrich Zimpel
Carl Friedrich Zimpel (11 décembre 1801 à Sprottau, Silésie - 26 juin 1879 à Pouzzoles, Campanie, Italie), connu aussi sous le nom de Charles Franz Zimpel, Dr. Zimpel, était un officier d'infanterie prussien, constructeur de chemins de fer et architecte. Il pratiqua aussi la médecine bien qu'il n'ait pas reçu de formation médicale, sur la base de son système de soin Zimpelschen Heilssystems ou Spagyrie. Il devint vers 1850 adepte de John Wroe (en), fondateur de la Christian Israelite Church (en).

## Biographie
Les deux parents de Zimpel était morts jeunes de tuberculose. Zimpel entre à l'âge de 17 ans dans un régiment d'infanterie prussienne, où il sert en tant qu'officier, sous-officier comptable de l'armée territoriale, et enfin aide de camp du roi de Prusse (à l'époque Frédéric-Guillaume III de Prusse). En raison d'un talent technique remarquable, on a recours à lui pour des travaux de sciences physiques et naturelles et de mathématiques. Il passe un examen technique. Pour une cause inconnue, il quitte l'armée en 1829, il fut évoqué un duel ou une déception sentimentale.
Il émigre aux États-Unis où il séjourne de 1830 à 1837 à La Nouvelle-Orléans, où il était qualifié de géomètre, ingénieur, cartographe et architecte. Son œuvre la plus importante est la carte détaillée de La Nouvelle-Orléans (Topographical Map of New Orleans and Its Vicinity), datée du 4 septembre 1833. Insatisfait de la qualité produite par les lithographes à La Nouvelle-Orléans, il envoya son dessin original en Allemagne. Sur le chemin du retour la pierre lithographique et les reproductions ont été perdus en mer, ce qui rend cette carte de Zimpel unique et précieuse, car elle comporte 18 vignettes représentant les principaux bâtiments de cette époque. Il est l'architecte de quatre bâtiments de la ville, la banque d'Orléans (the Bank of Orleans, qui deviendra plus tard the Bank of America), Banks Arcade, l'hôtel de ville (Bishop's City Hotel) et la Orleans Cotton Press,. Il dessine les plans de la ville de Carrollton, travaille à la création d'une ligne de chemin de fer et obtient la citoyenneté américaine. S'étant impliqué dans la spéculation foncière dans la nouvelle ville de Carrollton, il se trouve couvert de dettes, et prend la fuite. On le retrouve en 1838 à Vienne. 
Zimpel participe à plusieurs projets ferroviaires, la ligne Francfort-Berlin, la gare de Stuttgart, un projet en Hongrie qui apparemment n'aboutit pas, il est considéré en Allemagne comme un expert en chemins de fer reconnu. À partir de 1845 il cesse toute activité professionnelle dans ce domaine.
À partir de là, il se consacre à la médecine homéopathique, au magnétisme tel qu'il se pratiquait alors encore d'après les théories d'Anton Mesmer, à l'électricité statique utilisée comme traitement médical et à l'herboristerie. Zimpel est le créateur de la méthode de soin alchimique appelée Spagyrie. (Paracelse est le créateur de la Spagyrie, Zimpel a juste repris ces enseignements). En janvier 1848, il fonde un établissement de soin près de Rome où il n'avait le droit de soigner que des non-Italiens. Parallèlement, il s'investit dans la religion dans la lignée des théosophes chrétiens allemands, mais aussi de divers mouvements issus des enseignements de Joanna Southcott, Jane Leade, Portage et John Wroe (en). Zimpel prédit retour du Messie sur terre pour 1866, puis 1873 et enfin 1888, qui, selon la doctrine religieuse millénariste (chiliasme), serait le début du royaume de paix de 1000 ans devant précéder le Jugement dernier
Il parlait allemand, mais aussi l'anglais et le français ; on trouve donc nombre de ses ouvrages à la Bibliothèque nationale de France.

## Publications
- (de) Bildung und Führung einer Infanterie-Compagnie mit Bezugnahme auf das Preuss. Inf. Regiment, Berlin, 1828.
- (de) Das Eisenbahnbauwesen von Nordamerika, England und anderen Ländern, Vienne, Förster, 1840[14].
- (de) Beleuchtung des Stuttgarter Bahnhof-Projektes" von Professor J. Mährlen, und eines Gutachtens des Civilingenieurs C. F. Zimpel, Stuttgart, Köhler, 78 pages, 1844.
- (de) Beiträge zum gelben Fieber, Meran, 1850.
- (de) Die Israeliten in Jerusalem. Eine Denkschrift gewidmet allen Israeliten, etc., Stuttgart, 1852.
- (de) Naturgemässe und spirituelle Verhältnisse des Mondes : mit einem Nachtrage über das magnetische Fluidum und einem Vorwarte über den eigentlichen Sinn von St. Matth. XXIV, 30 und dem geistigen Frühling. L'auteur, qui n'est pas nommé, est en fait Jakob Lorber. Avec un avant-propos et porté à l'impression par Ch.F. Zimpel. Stuttgart, 1852.
- (de) Die Jugend-Geschichte unseres Herrn Jesu Christi: kundgegeben durch einen vom Herrn Selbst dazu erwählten Knecht und Schreiber in dem Jahre 1843. L'auteur, qui n'est pas nommé, est en fait Jakob Lorber. Avec un avant-propos et porté à l'impression par Ch.F. Zimpel. Stuttgart, Schweizerbart, 1852.
- (de) Geschichte der Urschöpfung der Geister- und Sinnen-Welt, und im Verfolge die Geschichte der Urpatriarchen von Adam bis Abraham oder Haushaltung Gottes, kundgegeben einem Manne der an Jesum, den Herrn, lebendig glaubt .... L'auteur, qui n'est pas nommé, est en fait Jakob Lorber. Porté à l'impression par Ch.F. Zimpel. Stuttgart, Schweizerbart, 1852.
- (de) Leitfaden für angehende Homöopathen, Stuttgart, Schweizerbart, 1852.
- (de) Plan von Jerusalem mit Darstellung aller Wege, welche unser Herr Jesus Christus waehrend Seiner Leidenstage zurueckgelet... : Basirt auf den Plan von den englischen Marine Lieutenants Aldrich u. Seymonds, den Geschichtsschreiber Flav.Josephus u.A.C. Emmerich. De Charles Franz Zimpel, Edward Aldrich, John Frederick Anthony Symonds, Flavius Josephus, Anna Katharina Emmerich. Stuttgart, 1853.
- (de) Neue örtliche topographische Beleuchtung der heiligen Weltstadt Jerusalem, mit besonderer Rücksicht auf die Leidenstage unseres Herrn Jesu Christi und die Identität der heiligen Orte daselbst : nebst Anleitung zur bequemsten und billigsten Reise nach Jerusalem, Stuttgart, Schweizerbart, 1853.
- La Vaccination est non seulement inutile, mais dangereuse ... Avertissement adressé à toutes les puissances. Traduit fidèlement, munie d'une préface et publiée par C. J. Zimpel. D'Arthur Lutze et C. F. Zimpel. En français et en anglais. Pau, 1855.
- (de) Welche Zeit is es? : oder Erkennungszeichen für das Kommen des Herrn, Francfort, H.L. Brönner, 1858.
- (de) Die Reibungselektrizität in Verbindung mit Imponderabilien als Heilmittel (d'après le système de C. Beckensteiner). Stuttgart, 1959.
- (lv) Die Offenbarung Johannis. Ein Versuch zum Verständniss dieses biblischen Buches ... von Dr. C. A. Berkholz. [With the text.]. De Christian August Berkholz et Charles Franz Zimpel. Riga, 1860.
- (de) Das Sonnenweib [i.e. Joanna Southcott], nebst einem Schlüssel zum richtigen Verständniss der Bibel, und einer Gottesreichs-Tabelle, etc.. Von Charles Franz Zimpel und Joanna Southcott. Francfort, 1861.
- (de) Selbsthülfe für Jedermann durch Galvanismus und Magnet-Elektrizität in den allermeisten sowohl akuten als chronischen Krankheiten, Schaffhouse, 1861.
- Plan d'un chemin de fer de Jaffa à Jerusalem. En français. Stuttgart, 1865.
- Appel à la chrétienté tout entière, ainsi qu'aux Israëlites, pour la délivrance de Jérusalem. En allemand, en français et en anglais. Francfort sur le Main, H. L. Brönner, 1865.
- (en) An appeal to all Christians and the Jewish nation to liberate Jerusalem. G. J. Stevenson, Londres, 1865.
- (de) Straßen-Verbindung des Mitelländischen mit dem Todten Meere und Damascus über Jerusalem, m. Heranziehung von Bethlehem, Hebron, Tiberias, Nazareth etc. : Mit einem Plane, Francfort, Brönner. 1865[15].
- (en) Railway between the Mediterranean, the Dead Sea, and Damascus, by way of Jerusalem, with branches to Bethlehem, Hebron, Nablous, Nazareth, and Tiberias, Londres, 1865.
- (de) Le Millénaire. Extrait des deux ouvrages du docteur Zimpel: 1. "La XIe heure avec l'Antéchrist, ou Dévoilement du XIe chapitre de Daniel, 2. "Explication populaire de l'Apocalypse de saint Jean". En allemand et en français. Francfort-sur-M., C. Winter, 1866.
- (de) Fürst und Exfürst, Francfort-sur-M., 1867.
- (de) Die vegetabilische Elektrizität zu Heilzwecken und die homöopathisch-vegetabilischen Heilmittel des Grafen C. M.. Leipzig 1869, 81 pages.
- (de) Darf der Christ den Tag des Herrn bestimmen ? Biblisch beleuchtet von Chas. F. Zimpel. 19e tirage. Francfort-sur-Main, dans l'imprimerie personnelle de l'auteur, H. L. Brönner und C. Winter, 1866.
- (de) Millenium. Zimpels Auszug aus seinem 1. "Die XIte Stunde mit dem Antichrist, oder Entsiegelung von Dan. XI." Chez Joh. Frdr. Schalch à Schaffhausen, 1859... 2. "[Zeitgemässe] Volks-Erklärung der Offenbarung St. Johannis" 22e tirage, Francfort-sur-Main, dans l'imprimerie personnelle de l'auteur, C. Winter,1866.
- (de) Das Hohelied Salomonis : mit besonderer Rücksicht der gegenwärtigen Zeit und der hohen Bedeutung von K. 6, 8. ; die Eine betreffend, ausgelegt, Hamburg, 1868.
- (de) Wer ist die Eine des Hohenliedes? ...; Mit einem Gebet der Einen und Erläuterung über die innere Einkehr, Hamburg, dans l'imprimerie personnelle de l'auteur, Oucken, 1868.
- (de) Die vegetabilische elektrizität zu heilzwecken und die homöopathisch-vegetabilischen heilmittel des Grafen Cesare Mattei. De Charles Franz Zimpel et du comte Cesaro Mattei. En anglais et en allemand. Leipzig, 1869.
- (de) Der medizinische Hausschatz. Neue und alte Heilmittel für Jedermann. Mit besonderer Rücksicht auf die Ars Spagyrica, und deren Anwendung zur Bereitung von außerordentlichen medizinischen Geheimmitteln nebst einigen Anmerkungen über die Universalmedizin der Hermetik. Bern, J. Heuberger, 1870.